# Penning suédois
Le penning était la variante suédoise du penning norvégien qui a été frappée d'environ 1150 à 1548, et qui est restée comme unité de compte en Suède jusqu'en 1777. À l'origine, le penning a été frappé pour la première fois en Norvège par le roi norvégien Olaf Tryggvason à partir de l'année 995, et a ensuite été adapté en Suède et au Danemark en tant que système de pièces.
Le penning a été frappé à l'imitation des pennies, pfennig et deniers émis ailleurs en Europe. Cependant, bien que basé sur ces pièces, le système comptable était distinct, avec différents systèmes fonctionnant dans différentes régions. Tous utilisaient l'öre (dérivé du latin aureus), qui valait 1/8 de mark ou 3 örtugar. Cependant, à Svealand, un öre valait 24 penningar, mais à Götaland, il valait 48 penningar et 36 dans à peu près le diocèse de Linköping et sur le Gotland. Vers 1300, par commandement royal, la norme du Svealand est devenue la norme nationale, sauf sur le Gotland. L'örtug a été frappé pour la première fois vers 1370 et l'öre a été émis sous forme de pièce de monnaie à partir de 1522. En 1524, cependant, le véritable örtug a été remplacé sous sa forme frappée par un nouveau, également connu sous le nom de halvöre (demi-öre), qui avait une valeur un peu plus élevée (alors qu'un mark était divisé en 24 örtugar, il était divisé en 16 halvöre), mais l'ancien örtug est resté comme unité de compte jusqu'en 1777.
La conversion entre les différentes unités de devise utilisées à ce moment-là peut être résumée comme suit : 
| Dénomination | Mark | Öre | Örtug | Penning |
| ------------ | ---- | --- | ----- | ------- |
| Daler        | 4    | 32  | 96    | 768     |
| Mark         |      | 8   | 24    | 192     |
| Öre          |      |     | 3     | 24      |
| Örtug        |      |     |       | 8       |

En 1604, le daler a été renommé le riksdaler. Il a suivi une période de monnaie très compliquée (?), au cours de laquelle les deux versions en cuivre et en argent des différentes dénominations ont circulé et le riksdaler a augmenté de valeur par rapport aux autres unités. En 1777, le riksdaler devint la base d'un nouveau système monétaire et le penning cessa d'exister.
Le nom vit dans la langue norvégienne et la langue suédoise sous la forme contrée du pluriel, pengar / penger, qui signifie « argent » (au sens de « monnaie », pas du métal).